# Nicolás Zúñiga y Miranda
Nicolás Zúñiga y Miranda (Zacatecas, 13 de mayo de 1865 - Ciudad de México, 8 de julio de 1925) fue un político mexicano, conocido como «el candidato perpetuo» a la presidencia de la república en la última década del siglo XIX y la primera veintena de la centuria siguiente.

## Candidato durante el Porfiriato
Zúñiga y Miranda nació en Zacatecas en una familia de la vieja nobleza española. Fue a la Ciudad de México a estudiar leyes y se hizo abogado y su primer salto a la fama fue en 1887, cuando aseguró haber inventado una máquina que podría predecir terremotos y —por suerte o por sabiduría— pudo predecir realmente un sismo que tuvo la capital aquel año.
Después de este éxito, predijo que el 10 de agosto del mismo año, la Ciudad de México sería destruida totalmente por las erupciones simultáneas del Cerro del Peñón y del Popocatépetl, lo que hizo que varios habitantes dejaran la capital en esa fecha. Esta predicción demostró ser falsa desde luego.
Después de tal bochorno, Zúñiga había casi desaparecido de la atención pública cuando sorpresivamente anunció su candidatura como el «candidato de la gente» para las elecciones presidenciales de 1892. El opositor de Zúñiga era nada menos que el presidente Porfirio Díaz, que había gobernado el país desde 1876, siendo electo en comicios que no eran sino una mera formalidad. 
En esos comicios de 1892, Zúñiga aseguró haber sido el vencedor y para defender su victoria, denunció un fraude. Ante esto, fue arrestado y condenado a 25 días de confinamiento solitario. Sin embargo, tras salir de prisión, Zúñiga se declaró a sí mismo «presidente legítimo» y llamó Díaz un usurpador. En 1896, 1900, 1904 y 1910, Zúñiga participó una y otra vez en las elecciones presidenciales, cada vez con el mismo resultado: recibió solo una pequeña cantidad de votos, seguido lo cual, denunció fraude y se declaró «presidente». 
Se decía que Zúñiga realmente creía que la gente lo había elegido, y con el paso del tiempo se volvió una figura popular en la Ciudad de México. A menudo era invitado a los partidos, en restaurantes y en otros acontecimientos públicos, en los cuales algún sector de la población le daba un trato como si él realmente fuera el presidente. El gobierno de Díaz lo consideraba ser un loco que divertía a la gente más que un opositor peligroso y decidió no emprender medida política ni penal alguna contra el testarudo político. Para muchos mexicanos de entonces, Zúñiga era solo una forma de tomar con humor y un símbolo hilarante de la carencia de la democracia en el país. El eterno candidato, vestía siempre como caballero inglés, usaba un sombrero de cilindro, guantes y un monóculo y fumaba una pipa.

## Después de la Revolución
En 1910, después de que Francisco I. Madero llamara al levantamiento en armas contra Porfirio Díaz, Zúñiga se ofreció para mediar entre las partes en discordia. Después del derrocamiento y el asesinato de Madero por Victoriano Huerta, Zúñiga se sumó el descontento porque Huerta anuló las elecciones para el Congreso de México, puesto que él planeaba ser un candidato en esa elección.
Después de varios años de comenzada la Revolución mexicana, Zúñiga aún continuó participando en elecciones: en 1917 contra Venustiano Carranza y en 1920 contra Álvaro Obregón. Aunque nunca consiguió más que algunos miles de votos, él seguía siendo una figura popular y recordaba del hecho de que México todavía no se había convertido en una democracia completa aun después de la Revolución. 
Zúñiga participó en su última elección en 1924, pero en el curso de la campaña, recibió amenazas de muerte por parte de los partidarios del candidato “oficial” Plutarco Elías Calles. Nicolás Zúñiga y Miranda murió en la pobreza un año más tarde. 
Zúñiga y Miranda se encuentra representado en el mural de Diego Rivera, Sueño de una tarde dominical en la Alameda Central al lado del sargento Manuel de la Rosa. Este curioso personaje político también fue representado como personaje en la película México de mis recuerdos, de 1943 (dirigida por Juan Bustillo Oro y protagonizada por Joaquín Pardavé y Fernando Soler).
El historiador Rodrigo Borja Torres escribió un libro acerca de la vida de Zúñiga en 1999.